# Lalusze
Lalusze – dawny zaścianek. Tereny na których leżał znajdują się obecnie na Białorusi, w obwodzie witebskim, w rejonie głębockim, w sielsowiecie Podświle.
Dawniej używana nazwa – Lolusze.

## Historia
W czasach zaborów zaścianek w gminie Głębokie, w powiecie dzisieńskim, w guberni wileńskiej Imperium Rosyjskiego.
W latach 1921–1945 zaścianek leżał w Polsce, w województwie wileńskim, w powiecie dziśnieńskim, w gminie Głębokie, a następnie w gminie Plisa.
Według Powszechnego Spisu Ludności z 1921 roku zamieszkiwało tu 9 osób, wszystkie były wyznania prawosławnego i zadeklarowały białoruską przynależność narodową. Był tu 1 budynek mieszkalny. W 1931 w 5 domach zamieszkiwało 26 osób.
Wierni należeli do parafii prawosławnej w Kowalach. Miejscowość podlegała pod Sąd Grodzki w Głębokiem i Okręgowy w Wilnie; właściwy urząd pocztowy mieścił się w Plisie.